# ليل ناز إكس
مونتيرو لامار هيل (بالإنجليزية: Lil Nas X) (ولد 9 أبريل 1999)، معروف عالمياً بليل ناز إكس٬ هو رابر، مغني٬ وكاتب أغاني أمريكي. وصل إلى شهرة عالمية ساحقة عام 2019 بأغنية الكانتري راب خاصته "أولد تاون رود"، التي إحتلت المرتبة الأولى بالبيلبورد هوت 100 الأمريكي لمدة تسعة عشر أسبوعاً، وهي المدة الأطول في تاريخ ترتيب التسجيلات الأمريكي.
في 30 يونيو 2019، أعلن ليل ناز إكس نفسه مثلي الجنس، مما جعله الفنان الوحيد الذي فعل هذا في حين لديه أغنية تحتل المرتبة الأولى.
وفي أبريل 2025 كشف ليل ناز إكس لمتابعيه على مواقع التواصل الاجتماعي عن أنّه يعاني من شلل جزئي، وهو ما يتمثل في فقدان الإحساس في جزء من الوجه.

## روابط خارجية
- ليل ناز إكس على موقع IMDb (الإنجليزية)
- ليل ناز إكس على موقع ميتاكريتيك (الإنجليزية)
- ليل ناز إكس على موقع روتن توميتوز (الإنجليزية)
- ليل ناز إكس على موقع ميوزك برينز (الإنجليزية)
- ليل ناز إكس على موقع أول ميوزيك (الإنجليزية)
- ليل ناز إكس على موقع ديسكوغز (الإنجليزية)
- ليل ناز إكس على موقع قاعدة بيانات الفيلم (الإنجليزية)